# ديمتري كيريلوف
ديمتري كيريلوف (بالروسية: Кириллов, Дмитрий Егорович) مواليد 24 نوفمبر 1978 في سانت بطرسبرغ، هو ملاكم محترف روسي. حقق بطولة الاتحاد الدولي للملاكمة.

## إحصائيات
خاض خلال مسيرته 33 نزالا، فاز في 29 وتعادل في 1 وخسر في 4. فاز بالضربة القاضية في 9 نزالا.

## روابط خارجية
- ديمتري كيريلوف على موقع بوكس ريك (الإنجليزية) (registration required)